# Андре Койперс
Андре Койперс (на нидерландски: André Kuipers) е нидерландски лекар и космонавт на Европейската космическа агенция (ЕКА), извършил космически полет (продължителност 10 денонощия 20 часа 48 минути 46 секунди). Той е вторият холандец (третият от родените в Нидерландия), бил в космоса.

## Биография
Роден е в Амстердам на 5 октомври 1958 г. През 1977 г. завършва средно училище и постъпва в Амстердамски университет, където получава степента доктор по медицина през 1987 г.
В периода от 1987 до 1988 г. Койперс служи в Кралските военновъздушни сили на Нидерландия, където в състава на медицинския корпус се занимава с проучване на злополуки, настъпили в резултат на пространствената дезориентация на пилотите.
От 1989 г. работи в изследователския отдел на Космическия медицински център в Soesterberge. Там изучава процесите на адаптация на астронавтите в космоса (по-специално по контактните лещи за пилоти, вестибуларния апарат, кръвното налягане, мозъчното кръвообращение). Извършва медицински прегледи на пилоти и контрол на тренировките в центрофугата, провежда обучение с пилоти по психологическите аспекти на космическия полет.
През 1991 г. Андре Койперс е избран сред 5-ата финалисти от националния набор за първия випуск астронавти на ЕКА. Участва в европейския подбор (от 25-а кандидати), но не е зачислен в отряда. Започва работа в медицинските учреждения на ЕКА, където взема участие в подготовката и реализацията на много биологични експерименти, провеждане от агенцията.
През есента на 1998 г. със съвместно решение на генералния директор на ЕКА и министъра на икономиката на Нидерландия Койперс е зачислен в отряда на астронавтите (съобщението е направено на 5 октомври от генералния директор на ЕКА Антонио Родота (на английски: Antonio Rodota) на изложението Space Expo в Нордвайк, Нидерландия). През юли 1999 г. Андре Койперс започва подготовка в Европейския астронавтски център, като завършва основен общокосмически курс през 2002 г.
В началото на декември същата година Койперс е включен като бординженер в състава на първия екипаж на 6-а руска посетителска експедиция на МКС, но след катастрофата със совалката „Колумбия“ всички екипажи са сведени до двама души и разместени. През 2003 г. Андре Койперс минава подготовка в състава на дублиращия екипаж на пета посетителска експедиция като бординженер. През същата 2003 г. Койперс е одобрен за състава на основния екипаж на 6-а посетителска експедиция с кораба „Союз ТМА-4“.

### Първи полет
Андре Койперс извършва своя първи полет като първи бординженер на борда на кораба „Союз ТМА-4“, в състава на 9-а основна експедиция на МКС (заедно с командира на екипажа Генадий Падалка и бординженера Едуард Финк). Стартът на „Союз ТМА-4“ осъществен на 19 април 2004 г.. На 21 април корабът се скачва с МКС.
Кацането става на 30 април с кораба „Союз ТМА-3“, заедно с екипажа на 8-а експедиция (в състав: командир Майкъл Фоул и бординженер Александър Калери). Общата продължителност на полет на Койперс е 10 денонощия 20 часа 48 минути 46 секунди.

### След полета
В периода от 16 до 27 януари 2007 г. Андре Койперс участва в тренировки по оцеляване, проведени в Подмосковсите гори, в състава на условен екипаж, заедно с Олег Кононенко и Роберт Тирск.
През август 2007 г. Койперс със съвместно решение на Роскосмос и НАСА е включен в състава на дублиращия екипаж на МКС-20 (като бординженер). НАСА официално потвърждава това назначение на 12 февруари 2008 г.
От 22 до 28 юни 2008 г. Андре Койперс, в състава на условен екипаж, заедно с Кристофър Хадфийлд и Максим Пономарьов, участва в провежданите в Севастопол тренировки в случай на кацане на спускаемия апарат на вода.
На 5 август 2009 г. генералният директор на ЕКА официално обявява включването на Андре Койперс в състава на 30-а експедиция на МКС. На 7 октомври 2009 г. това назначение е потвърдено от НАСА.